# Iwan Heilbut
Iwan Heilbut, auch Iven George Heilbut oder Jan Helft (* 15. Juli 1898 in Hamburg; † 15. April 1972 in Bonn), war ein deutscher Schriftsteller.

## Biografie
Heilbut stammte aus einer der ältesten jüdischen Familien Hamburgs. Schon als Jugendlicher wollte er Schriftsteller werden. Nach dem Studium der deutschen und französischen Literatur veröffentlichte er erste Beiträge im Hamburger Fremdenblatt und im „Freihafen“, der Theaterzeitung der Hamburger Kammerspiele. Nach einem abgebrochenen Studium lebte er seit 1923 als Journalist in Berlin und schrieb für die Feuilletons der Vossischen Zeitung, des Berliner Tageblatts und des Börsen-Couriers. Sein 1928 veröffentlichter Künstlerroman Triumph der Frau wurde ein erster literarischer Erfolg.
1933 emigrierte Heilbut nach Frankreich, arbeitete als Kulturkorrespondent der Basler National-Zeitung und schrieb für Leopold Schwarzschilds „Neues Tage-Buch“. In Deutschland wurden seine Schriften verboten. Heilbut war an der Aufdeckung des Skandals um das Pariser Tageblatt beteiligt. Nach Beginn des Zweiten Weltkrieges wurde er in Frankreich als feindlicher Ausländer interniert. Gemeinsam mit seiner Frau und ihrem acht Monate alten Kind floh er zu Fuß über die Pyrenäen nach Lissabon. Nach mehrmonatiger Wartezeit gelang ihm 1941 die Flucht in die USA. Dort wurde er Dozent für Vorlesungen über deutsche Literatur am Hunter College in New York.
1950 kehrte er nach Berlin zurück. Es folgte ein Wanderleben ohne festen Wohnsitz. Am 15. April 1972 starb Heilbut im Alter von 73 Jahren bei einem Zwischenaufenthalt in Bonn.

## Werk
Schon während seiner Zeit als Journalist in Berlin veröffentlichte Heilbut erste Gedichte u. a. in Herwarth Waldens expressionistischer Zeitschrift „Der Sturm“. 1929 erschien der Roman Triumph der Frau.
1930 folgte Kampf um Freiheit, eine romanhafte Schilderung des Lebens des Schriftstellers Friedrich Hebbel.
Heilbut beschreibt dort in impressivem Chronikstil die mühevolle Befreiung des Dichters aus kleinbürgerlicher Enge. Im Mittelpunkt des lebendig geschriebenen, nur mit vorsichtigen psychologischen Deutungen arbeitenden Werks steht die Liebe Elise Lensings zu Hebbel.
Im Exil veröffentlichte Heilbut 1937 Die öffentlichen Verleumder, eine Untersuchung über die „Protokolle der Weisen von Zion und ihre Anwendung in der heutigen Weltpolitik“. Diese Arbeit blieb eine Ausnahme im Werk des ansonsten unpolitischen Autors.
1942 erschien im New Yorker Exil der Gedichtband Meine Wanderungen, 1943 auf Englisch der autobiografische Roman Birds of Passage.
Der 1949 veröffentlichte Roman Liebhaber des Lebens spielt zum Teil im Pariser Emigrantenmilieu, setzt sich aber kaum mit dem Alltag der Emigranten auseinander, sondern erzählt die private Reise der männlichen Hauptfigur in die Vergangenheit. Das Geschehen wird mit subtiler Ironie geschildert, angereichert durch eine Reihe von abenteuerlich-bunten Nebenhandlungen. Deutlich wird die Kunst der Aussparung, die Heilbuts Stil seit der Emigration kennzeichnet.
Nach längerer Pause folgt 1963 der Band Anrufe mit vier Gedichtzyklen. 1965 veröffentlicht Heilbut unter dem Titel Höher als Mauern einen Band mit Erzählungen. Die Geschichten und Miniaturen aus dem Exil – aus dem geteilten Berlin und dem New York zu Zeiten der Emigration – gelten als sein reifstes Werk.
In seinem Nachlass findet sich ein umfangreicher Roman mit dem Arbeitstitel Offene Gesellschaft sowie unveröffentlichte Lyrik.

## (K)eine Wiederentdeckung 2006
Iwan Heilbut und sein Werk sind weitgehend in Vergessenheit geraten. Nur wenige Literaturgeschichten und Lexika verzeichnen seinen Namen.
Das Manuskript seines Gedichtes Welt und Wanderer ist im Marbacher Literaturmuseum der Moderne ausgestellt und veranlasste Hans Magnus Enzensberger zu einem Artikel in der Frankfurter Allgemeinen Zeitung vom 23. Mai 2006. Auch Enzensberger war der Name unbekannt („Heilbut? Nie gehört. Wer soll das sein? Ein Dichter?“). Er stellt Nachforschungen an und macht seine Recherche mit dem Artikel publik. Seine Angaben zu den Erscheinungsjahren von Heilbuts Werken weichen dabei teilweise geringfügig von den Einträgen in den Lexika ab.
Enzensberger geht es nicht vorderhand um die Wiederentdeckung Heilbuts als vergessenen Dichter: „Wahrscheinlich wird nie wieder jemand seine Schriften drucken. Womöglich reicht es nicht einmal zu einer Dissertation, und auch den Roman seines Lebens wird keiner mehr schreiben. Die Geschichte der Literatur ist vergesslich, und damit mag es am Ende sogar sein Bewenden haben. Die Menschheit kann und will sich nicht alles merken.“ Doch Heilbuts Schicksal dient Enzensberger als Beispiel dafür, dass es trotz aller Vergessenheit in vielen Teilen der Welt noch Spuren dieses vergessenen Dichters gibt, die teilweise ans Tageslicht kommen. Sein Erlebnis in Marbach ist ihm Anlass für ein Lob aufs Archiv und die Archivare.

## Veröffentlichungen
- Triumph der Frau (1929), Roman
- Kampf um Freiheit (1930), Roman
- Frühling in Berlin (1932), Roman
- Die öffentlichen Verleumder (1937), Essay
- Meine Wanderungen (1942), Gedichte
- Francisco und Elisabeth (1942), Erzählung
- Birds of Passage (1943), Roman
- Die Sendung Hermann Hesses (1947), Essay
- Liebhaber des Lebens (1949), Roman
- Anrufe (1963), Gedichte
- Höher als Mauern (1965), Erzählungen
- 1933 (Arbeitstitel, unveröffentlicht)
- Offene Gesellschaft (Roman, Arbeitstitel, unveröffentlicht, im Nachlass)